# Левана
Левана (від латинського levare, «піднімати»  ) — давньоримська богиня, пов'язана з обрядами, що супроводжували народження дитини. За свідченнями Августина, богиню Левану закликали під час ритуалу, коли народженого «піднімали з землі» (de terra).
Хоча іноді припускають, що Левану вшановували під час обряду, в якому батько піднімав немовля як знак визнання його своєю дитиною, історичні й правові джерела Риму не підтверджують існування такого ритуалу. Вірогідніше, що Левана опікувалася підняттям дитини повитухою одразу після народження. Згідно з традиційною античною практикою, пологи зазвичай приймали присідаючи або на колінах, і новонароджений спершу опинявся на землі перед тим, як перерізали пуповину.
У грецькій міфології схожу функцію, можливо, виконувала Артеміда Ортія — Артеміда, яка «піднімає» або «виховує» дітей.

## У сучасній культурі
Богиня Левана стала центральним образом у прозовій поемі Томаса Де Квінсі «Левана і Наші Пані Смутку». У ній автор вигадує для Левани трьох супутниць:
- Mater Lachrymarum — Пані Сліз,
- Mater Suspiriorum — Пані Зітхань,
- Mater Tenebrarum — Пані Темряви.

Ім’я «Levana» також носить сучасний бренд товарів для безпеки немовлят і дітей, заснований у 2007 році. Компанія спеціалізується на електронних засобах захисту.
У серії фантастичних романів «Хроніки Місяця» авторки Марісси Маєр, Левана — ім’я королеви Луни, людської колонії на Місяці.

## Зовнішні посилання
- «Левана і Наші Пані Смутку» Томаса де Квінсі.

Шаблон:Ancient Roman religion horizontal